# Koncentrační tábor Crveni krst

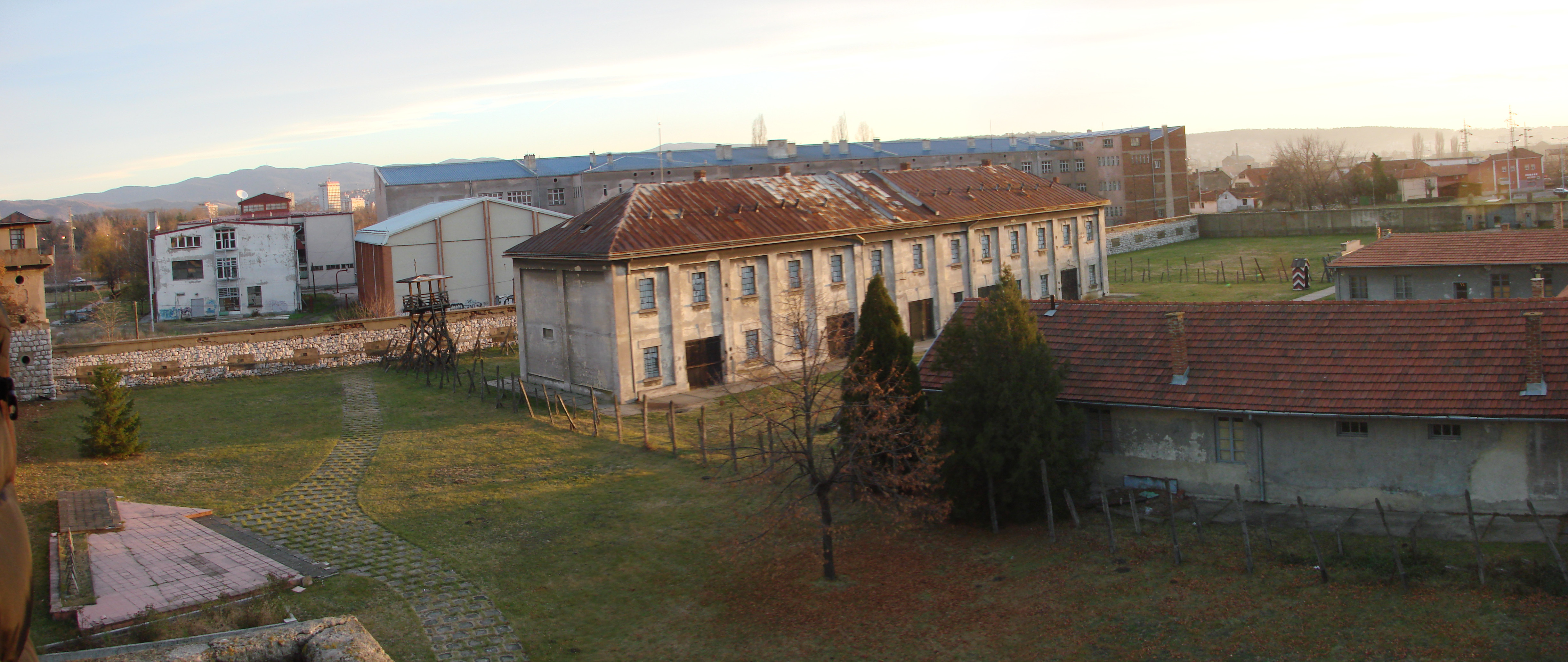
Budovy koncentračního tábora Crveni krst

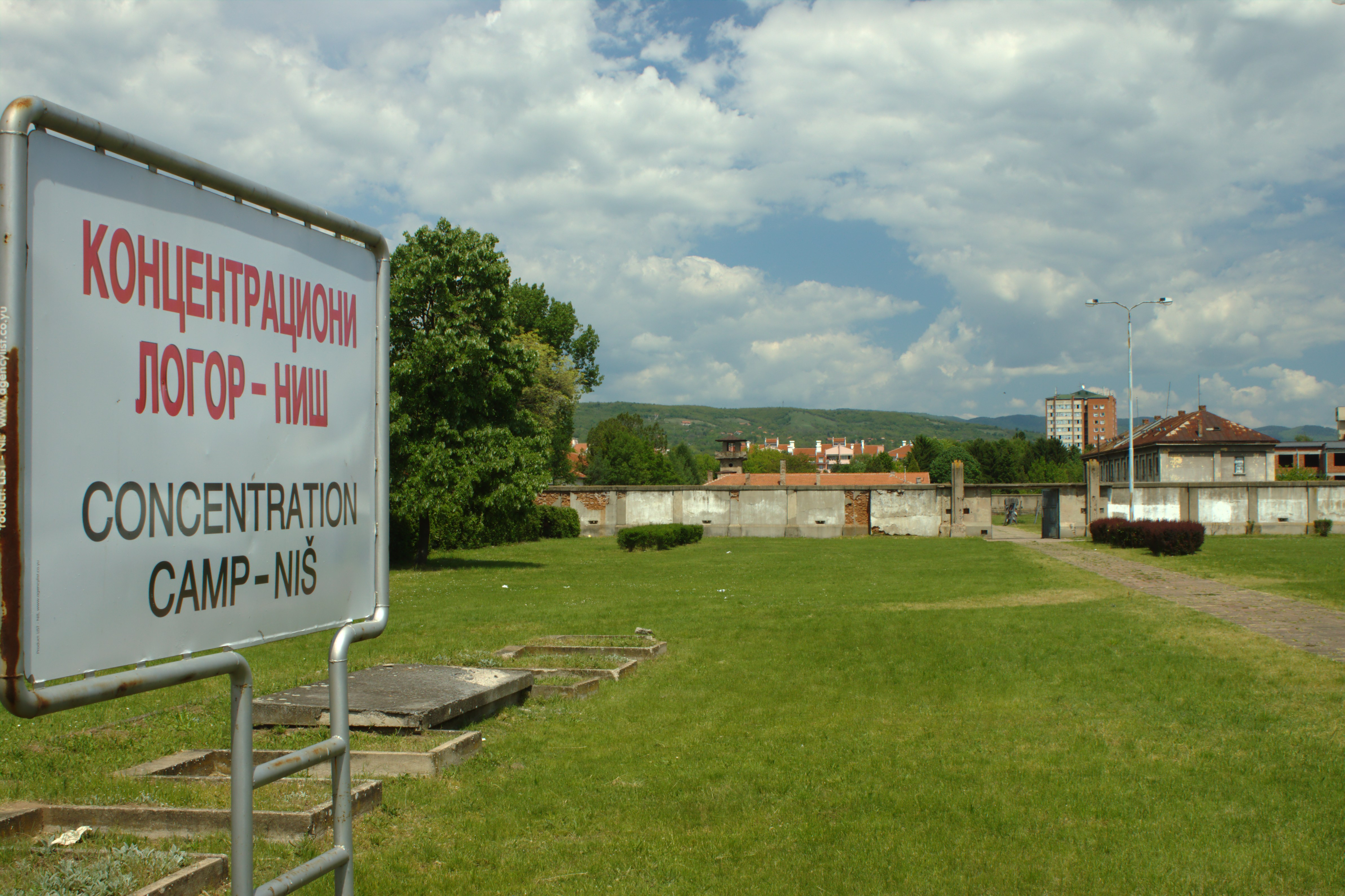
Areál koncentračního tábora Niš

Koncentrační tábor Crveni krst (německy Das Anhalterlager – Nisch, srbsky Концентрациони логор Црвени Крст) byl v dobách druhé světové války koncentrační tábor, nacházející se v severní části města Niš (Srbsko). Nacházel se v bezprostřední blízkosti nádraží Niš - Crveni krst a jeho budovy, dokončené roku 1930, před vypuknutím konfliktu sloužily jako vojenská skladiště.
V táboře bylo během války internováno na 30 000 lidí; ať už Srbů, partyzánů, Židů, Romů a dalších. Zhruba polovina z nich[zdroj?] byla zabita na kopci Bubanj, který se nachází jihozápadně od Niše. V táboře byli internováni také i norští zajatci.[zdroj?]
Koncentrační tábor byl zřízen v roce 1941 po dubnové válce a obsazení Srbska německými nacistickými jednotkami jako první koncentrační tábor mimo Bělehrad. Až do začátku roku 1942 byl obehnán pouze ostnatým drátem. 12. února téhož roku ovšem uprchlo z tábora 105 vězňů, což přinutilo německou správu zpřísnit bezpečnostní opatření a obehnat tábor zdí. Kromě toho bylo zastřeleno pro výstrahu cca 1100 vězňů. Koncentrační tábor Crveni krst byl uzavřen po úspěšné nišské operaci a osvobození města partyzánským bulharským a sovětským vojskem v říjnu 1944.
V roce 1969 byl tábor přestavěn na muzeum a o deset let později prohlášen kulturní památkou mimořádného významu. Roku 1987 byl o tomto táboru natočen i film. Na vrcholu Bubanj, kde byli vězni ve velkém popravováni, byl vybudován park s připomínkou odporu (převážně komunistů) proti fašistické okupaci. V letech 2004 a 2012 prošel areál tábora rekonstrukcí a i nadále slouží jako muzeum.